# Victor de Compiègne

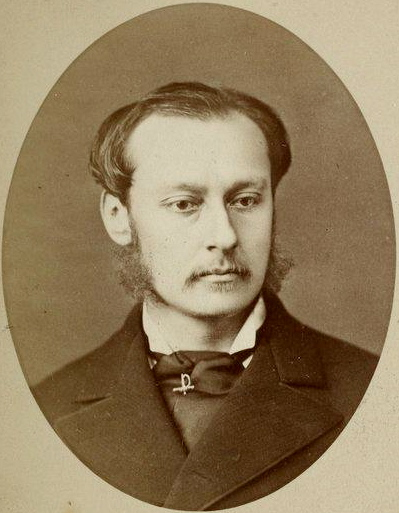
Fotografie des Marquis de Compiègne von Alexandre Quinet

Louis-Alphonse-Henri-Victor du Pont, Marquis de Compiègne, meist Victor de Compiègne genannt (* 26. Juli 1846 in Fuligny (Département Aube); † 28. Februar 1877 in Kairo), war ein französischer Forschungsreisender.
Er bereiste 1869 und 1872 das Innere Floridas und erforschte 1873–74 mit seinem Freund Antoine-Alfred Marche den Flusslauf des Ogowe in Gabun. Dann begab er sich nach Ägypten und wurde auf Vorschlag Georg Schweinfurths  1875 Generalsekretär der Société khédivale de géographie. Am 28. Februar 1877 fand er im Alter von nur 30 Jahren in Kairo den Tod an den Folgen eines Pistolenduells, das er mit einem Deutschen ausgetragen hatte.
Außer zahlreichen Aufsätzen in Fachschriften publizierte Compiègne:
- L’Afrique équatoriale, Gabonais, Pahoins, Gallois, 2 Teile, Paris 1875
- Voyages, chasses et guerres, Paris 1876